# Azon le Vénérable
Azon (Atso ou Azo) dit Azon le Vénérable est un prélat de la fin Xe siècle et du début du XIe siècle.

## Biographie
Le siège épiscopal de Sées est rétabli après plus d'un demi-siècle de vacance, à la suite de la destruction de la cathédrale carolingienne et l'esclavage par les Vikings de son évêque Adelin. Ce rétablissement est lié à la normalisation ecclésiastique entreprise par le duc de Normandie Richard Ier. Au cours de son épiscopat, Azon releva vers 986 des ruines la cathédrale de Sées en utilisant les pierres provenant des fortifications de la ville,,. Cette cathédrale sera brûlée par Yves de Bellême en 1047 pour en déloger des chevaliers-brigands.
Il assiste en 990 à la dédicace de l'abbatiale de Fécamp et à l'assemblée qui y est tenue en 1006.
Azon meurt en 1006.